# Dicranota subapterogyne
Dicranota (Polyangaeus) subapterogyne là một loài ruồi trong họ Pediciidae. Chúng phân bố ở vùng sinh thái Nearctic.